# Wilhelm Heinrichs
Wilhelm Heinrichs (* 26. August 1914 in Köln; † 15. Februar 1995 im Chiemgau) war ein deutscher Komponist.

## Leben
Wilhelm Heinrichs erhielt den ersten Musikunterricht im achten Lebensjahr am Klavier, zwei Jahre später auch Violinunterricht. Nach seinem Abitur am Humanistischen Gymnasium und einem halben Jahr Zwangsarbeitsdienst bestand er 1934 die Aufnahmeprüfung an der Staatlichen Hochschule für Musik in Köln. Dort studierte er die Fächer Schulmusik, Kontrapunkt und Komposition bei Wilhelm Maler, Orchesterinstrumentation bei E. G. Klußmann sowie Klavier bei W. Georgii. Nebenher widmete er sich einem wissenschaftlichen Studium an der Universität Köln.
Im Jahr 1938 erhielt er an der Staatlichen Hochschule für Musik in Berlin das künstlerische Staatsexamen, ein Jahr später folgte das wissenschaftliche Staatsexamen an der Universität Köln. Im Anschluss wurde er für vier Jahre zum Kriegsdienst verpflichtet, die er als Funker bei der Luftwaffe und als Fallschirmjäger verbrachte. Nach dem Ende des Zweiten Weltkriegs erhielt er zunächst ein Engagement als Pianist beim Südwestfunk (Radio Koblenz). Von dort ging er als Kapellmeister und Komponist für Schauspielmusik an das Theater Bad Godesberg, wo ihn die Theaterarbeit mit dem bedeutenden Dramaturgen Kurt Hoffmann zusammenführte, unter dessen Anregung er verschiedene Schauspielmusiken für großes Orchester komponierte. Die Zeit am Godesberger Theater übte einen starken Einfluss auf das kompositorische Schaffen von Wilhelm Heinrichs aus.
Ende 1948  wurde Wilhelm Heinrichs als Pädagoge für Musik und Germanistik an das Staatliche Gymnasium Linz (am Rhein) berufen, wo er bis zu seiner Pension für viele Jahre als Musikoberstudienrat tätig war und auch das kulturelle Leben der Stadt wesentlich beeinflusste. In Linz gründete und dirigierte er ein sinfonisches Orchester, mit welchem er bei der Musikolympiade 1951 in Holland den ersten Preis gewann. Zur Aufführung im Rahmen der Olympiade kam neben einer Interpretation von Beethovens 2. Sinfonie auch ein eigenes sinfonischen Werk von Wilhelm Heinrich. Für diesen Erfolg wurde er vom ehemaligen Bundespräsidenten Theodor Heuß mit dem  Silbernen Lorbeerblatt geehrt. Für seinen Beitrag zur Völkerverständigung durch die Musik wurde ihm am 10. April 1975 das Bundesverdienstkreuz am Bande verliehen.
Wilhelm Heinrichs kompositorischer Schwerpunkt galt der Chormusik, der Originalkomposition ebenso wie der Bearbeitung fremdländischer Volksgesänge. Seine Werke umfassen darüber hinaus Solo-Lieder, Orchester- und Instrumentalmusik.

## Werke (Auswahl)
- Seeräuberlied. Vierstimmiger Männerchor. Verlag, Merseburger, Kassel
- Jascha spielt auf. Vierstimmiger Männerchor. Verlag Merseburger, Kassel
- Tanzen soll die Danitza. Vierstimmiger Männerchor. Verlag, Merseburger, Kassel
- When the stars beginn to fall. Vierstimmiger gemischter Chor. Verlag Merseburger, Kassel